# Hausvogteiplatz (métro de Berlin)
Hausvogteiplatz est une station de la ligne 2 du métro de Berlin, dans le quartier de Mitte.

## Géographie
La station se situe sous la place du même nom près du Gendarmenmarkt et de l'Office des Affaires étrangères.

## Histoire

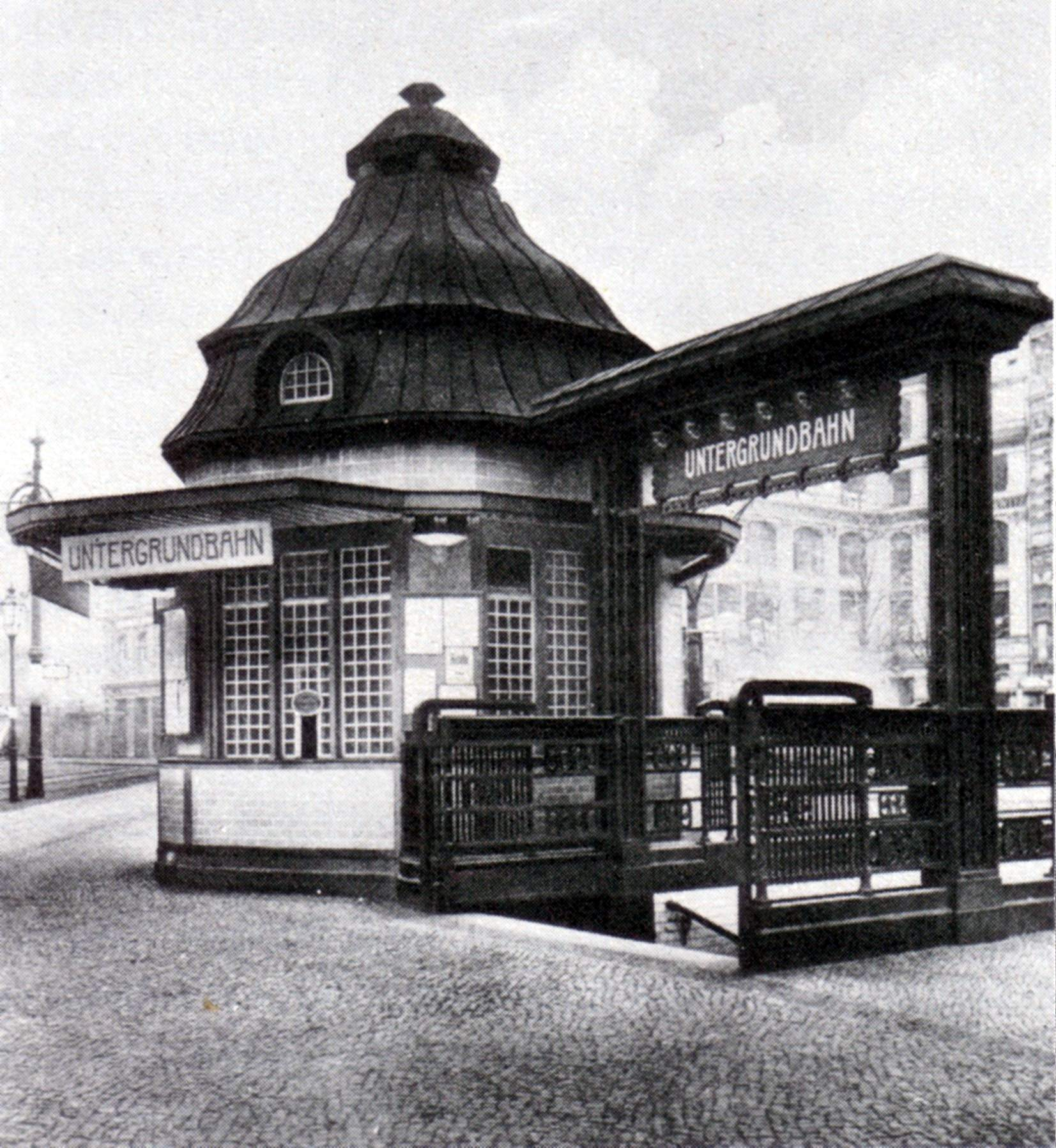
La bouche de 1908

La station fait partie de la Centrumslinie, de Mohrenstraße à Schönhauser Allee. Les stations sont conçues par l'architecte Alfred Grenander. Les bouches sont étroites, la station se trouve dans une courbe, ce qui est déconcertant. La station ouvre le 1er octobre 1908.
Pendant la Seconde Guerre mondiale, la station subit des dommages importants, notamment la partie orientale lors d'un bombardement le 3 février 1945. Elle subit aussi des dégâts des eaux lors du débordement du Landwehrkanal en avril. Par conséquent, la station n'ouvre pas immédiatement en 1945. La  station reconstruite entre en service le 7 janvier 1950. Le bâtiment octogonal de style Jugendstil n'est pas reconstruit, les bouches sont simplifiées.
Du temps de la RDA, la station ne change pas. Seule la ligne ne dessert plus Berlin-Ouest, le terminus est Thälmannplatz (aujourd'hui Mohrenstraße). À la fin des années 1970, la station est recouverte de grands carreaux gris au lieu des petits blancs.
Après la réunification des deux moitiés de la ville de Berlin, la ligne 2 va désormais de Pankow à Ruhleben. En 1998, la Berliner Verkehrsbetriebe restaure l'entrée à l'est, cependant elle renonce à refaire le bâtiment octogonal ainsi que renommer la station "Office des Affaires étrangères", à mettre des panneaux publicitaires et pose des images de Berlin.
Un système d'ascenseur pour l'accès des personnes handicapées se fera vers 2016.

## Correspondances
La station de métro n'a pas correspondance avec le réseau de bus de Berlin.